# Borek (Tatry)
Borek (słow. Bôrik, 940 m n.p.m.) – znajdująca się na Słowacji wybitna przełęcz oddzielająca Tatry Zachodnie od Skoruszyńskich Wierchów. Znajduje się pomiędzy północno-zachodnim grzbietem Osobitej (1687 m) w Tatrach a Skoruszyną (1314 m) – najwyższym wzniesieniem Skoruszyńskich Wierchów. Zachodnie stoki spod przełęczy opadają do Doliny Błotnej, wschodnie do Doliny Mihulczej. Przełęcz Borek nie tylko oddziela Tatry od Skoruszyńskich Wierchów, ale również te dwie doliny wchodzące w skład Rowu Podtatrzańskiego.
Przełęcz Borek jest całkowicie porośnięta lasem. Prowadzi przez nią szosa z Orawic do Habówki.